# ローレン・コウ
ローレン・コウ（英語: Lauren Ko、1992年2月17日 - ）は、アメリカ合衆国出身、フィリピンの女性フィギュアスケート選手(女子シングル)。2010年四大陸フィギュアスケート選手権フィリピン代表。

## 経歴
アメリカ合衆国デトロイト生まれ、在住。2006-07年シーズンから全米フィギュアスケート選手権予選に参加。2009-10年シーズンからフィリピンの代表選手として国際競技会に出場。

## 主な戦績
| 大会/年           | 2009-10 |
| ----------------- | ------- |
| 世界選手権        | 38      |
| 四大陸選手権      | 20      |
| JGPミンスクアイス | 17      |

### 詳細
| 2009-2010 シーズン   |                                                  |          |          |          |
| 開催日               | 大会名                                           | SP       | FS       | 結果     |
| 2010年3月26日 - 27日 | 2010年世界フィギュアスケート選手権（トリノ）     | 38 33.34 | -        | 38       |
| 2010年1月27日 - 29日 | 2010年四大陸フィギュアスケート選手権（全州市）   | 18 35.22 | 20 55.55 | 20 90.77 |
| 2009年9月24日 - 25日 | ISUジュニアグランプリ ミンスクアイス（ミンスク） | 18 32.87 | 15 57.51 | 17 90.38 |